# Мож
Мож (Мжа)— річка в Україні, в межах Богодухівського, Харківського та Чугуївського районів Харківської області. Права притока Сіверського Дінця. 
Бере початок у селі Перекіп, тече на південний схід і впадає у Сіверський Донець у місті Зміїв.
Загальна довжина річки приблизно 73.4  км, загальне падіння — 95 м, середній похил річки — 1,29 м/км. Площа водозбірного басейну — 1806 км², коефіцієнт звивистості — 1,05.
Річка Мож перебуває під дією повітряних мас, що надходять з Атлантики, Арктичного басейну або сформувались над континентальними територіями Євразії. Геологічна будова басейну та ґрунти визначають характер і розмір підземного стоку річки, утворення заболочених територій та ін. Річка Мож та її притоки належать до річок розчленованих підвищених рівнин. Лісистість впливає на кількість і розподіл опадів, їх витрати та випаровування, накопичення снігу тощо.
Територія басейну р. Мож розташована в лісостеповій зоні. Коефіцієнт лісистості становить 8 %. На фізико-географічні  умови  басейну р. Мож та її водний режим впливає водогосподарська діяльність людини. Води  р. Мож використовуються для промислових, господарсько-побутових потреб і сільськогосподарського водопостачання.
За своїм режимом Мжа належить до східноєвропейського типу, живлення переважно снігове. Норма стоку річки становить 114 млн м³, стік маловодних років забезпеченістю 75 та 95 % — відповідно 70,0 і 36,2 млн м³. У період весняного сніготанення рівень річки підвищується на 1,5-2 м. Влітку річка міліє, а місцями пересихає. В нижній течії внаслідок повільної швидкості річище річки заростає надводною рослинністю.

## Гідрологічна характеристика річища
Річище річки трапецеїдального типу, завширшки 8-10 м, помірно звивисте. Глибина на плесах становить близько 1,5 м, на перекатах — 0,4 м. Швидкість течії в межень становить 0,01-0,03 м/с на плесах і 0,1-0,3 м/с на перекатах; в багатоводні періоди швидкість течії збільшується та становить 0,3-0,5 м/с на плесах і 0,6-0,9 м/с на перекатах.
Береги низькі і зарослі болотною рослинністю. Дно піщане, на окремих ділянках мулисте, замулення річища становить 0,6-0,9 м, заростання — 60-70 %.
Долина річки трапецієподібна, слабо звивиста, на всій протяжності заболочена. Ширина її від витоку до с. Піски змінюється в межах 150—300 м, далі до ст. Водолага від 300 м до 1,5 км. Від ст. Водолага ширина долини поступово збільшується і до гирла р. Вільхуватка досягає 4,0 км. Нижче впадіння р. Вільхуватка долина дещо звужується, але наближаючись до гирла р. Мож знову розширюється і зливається з долиною р. Сіверський Донець.
Заплава двостороння, звивиста, не розгалужена. Ширина 7-10 м. Схили заввишки 15–20 м, місцями до 30 м. Лівий схил пологий, непомітно зливається з прилеглою місцевістю, ближче до гирла стає помірно крутим. Правий схил також помірно крутий, дуже зрізаний ярами і балками. Дно піщане, мулисте. Живлення переважно снігове та дощове.

## Гідрографічні харктеристики р. Мож
Довжина — 73, 4 км;
Поправковий коефіцієнт звивистості — відношення дійсної довжини р. Мож (Lд.) до довжини лінії L, що з'єднує виток та гирло річки — 1,05;
Густота річкової мережі — відношення суми довжин усіх приток, виражених у км, до величини площі бассейну р. Мож (км²) — 0,13;
Падіння річки — різниця висот між витоком і гирлом — 95 м;
Ухил річки — це відношення падіння річки до довжини ділянкки — 1,29.

## Морфометричні харктеристики басейну р. Мож
Площа басейну — 1806 км2; Площа лівого берега — 919 км2; Площа правого берега — 887 км2;
Довжина басейну — лінія, що з'єднує найвіддаленіші точки в басейні — 70 км;
Середня ширина басейну — відношення площі до довжини басейну — 25,8 км;
Найбільша ширина басейну — перпендикуляр до лінії, що з'єднує найвіддаленіші точки в басейні у найширшому місці — 40 км;
Коефіціент асиметрії — свідчить про положення річки відносно центру басейну — 0,04;
Коефіціент розвитку вододільної лінії — свідчить про конфігурацію басейну — 1,31;

## Форми вараження річкового стоку
Об'єм стоку — добуток середньої витрати води та проміжку часу — 0,11 км3;
Модуль стоку — кількість води у літрих, що стікає з одного км2 за одиницю часу ≈ 1,9 л/с км2;
Шар стоку — відношення об'єму стоку до площі басейну — 60 мм;
Коефіціент стоку — відношення шару стоку до середньорічної кількості опадів — 0,10.

## Водокористування
Вода річки використовується для промислових, господарсько-побутових потреб і сільськогосподарського водопостачання. Основні водокористувачі: Артемівський спиртзавод, Мереф'янський склозавод, ВКУ м. Люботин (забір води з р. Мерефа).
Стік річки зарегульований середньо. У верхів'ях річки та на притоках побудовано ставки, які практично не впливають на режим стоку річки. Загальна кількість ставків у межах басейну становить 128, а їхня сумарна ємність — 18,254 млн м³. Ставки використовуються для риборозведення. В осінній період виконуються попуски води зі ставків.

## Екологічні заходи
На річці виконувались роботи за проектом «Регулювання русла річки Мжа з метою захисту від підтоплення с. Павлівка в Нововодолазькому районі», загальне регулювання становить 8,86 км. Досягнуті результати щодо захисту від підтоплення — понад 60 приватних володінь у селі Павлівка та відтворені сінокоси та пасовища в заплаві Мжи.

## Притоки
Коефіцієнт густоти мережі (без урахування річок завдовжки менше 10 км) становить 0,10 км/км². 

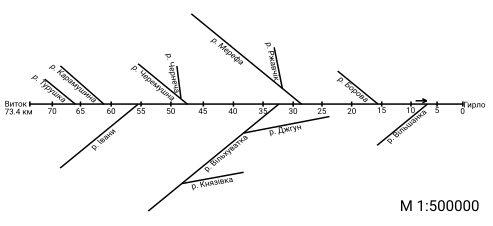
Гідрографічна схема р. Мож

### Праві
- Кантакузівка (Водопій) - притока у Валківській громаді. Бере початок на східній околоці села Кантакузівка, тече спочатку на схід через село Водопій, потім на північний схід і впадає у Мож західніше міста Валки [1]

- Грузька
- Балка Широка
- Івани (19.6 км)

- Балка Сомова Долина - притока у Нововодолазькій громаді. Бере початок на півночі від села Новопросянське, тече переважно на північ і впадає у Мож на західній околиці Старої Водолаги[2][3]

- Середин яр - притока у Нововодолазькій громаді. Бере початок на південному сході від села Павлівка, тече спочатку на схід, потім на північ і впадає у Мож на східній околиці села Стара Водолага[4][3]

- Вільхуватка (33.1 км)

- Балка Розсоховата - притока у Зміївській, Мереф'янській та Нововодолазькій громадах. Бере початок у селі Кринички, тече переважно на північ через село Ватутіне і впадає у Мож на південно-східній околиці села Рокитне [5][3]

- Балка Жукова - притока у Зміївській та Мереф'янській міських громадах. Протікає через село Кисле, впадає у Мож поблизу селища Селекційне.[6][3]

- Глибока Долина - балка у Зміївській міській громаді. Бере початок у селі Бірки, тече переважно на північ і впадає у Мож північніше села Погоріле[7][3]. Притоки - балка Тригубова (ліва)[8]

- Балка Холодова - балка у Зміївській міській громаді. Бере початок на північному сході від села Бірки тече переважно на північний схід і впадає у Мож біля села Колісники[9][3]

- Балка Зруб - балка у Зміївській міській громаді. Впадає у Мож на північному сході від села Колісники. Русло у середній течії розоране.[10][3]

- Балка Глибока - балка у Зміївській міській громаді. Бере початок у селі Глибока Долина, тече на північний схід і впадає у річку Мож у селі Тимченки[11][3]

- Велика Вилівка
- Вільшанка (13.6 км)

### Ліві
- Балка Глибока - притока у Валківській міській громаді. Бере початок на північно-східній околиці села Перекіп, тече на південний схід і впадає у Мож між селами Перекіп і Кузьмівка в Іллюхівському заказнику[12][3]

- Турушик
- Карамушина (11.7 км)

- Балка Рапотина - притока у Валківській міській та Нововодолазькій селищній громадах. Починається у селі Яблунівка, тече переважно на південь і впадає у Мож у селі Брідок.[13][3]
- Черемушна (13.5 км)

- Матьків (Патьков) яр - притока у Нововодолазькій громаді, протікає з півночі на південь у лісовому масиві Рокитнянського лісництва, впадає у Мож навпроти села Павлівка.[14][3]

- Суха Рокитна - притока у Нововодолазькій громаді, протікає через село Мокра Рокитна, впадає у Мож на західній околиці села Рокитне.[15][3]

- Мокра Рокитна

- Озеряна - балка у Мереф'янській міській громаді. Починається північніше села Верхня Озеряна, тече переважно на південь через села Верхня та Нижня Озеряна, впадає у Мож біля селища Утківка [16][3][17]
- Мерефа (27 км)

- Тросна - річка у Зміївській міській громаді, починається у с. Гостроверхівка, тече на південь через с. Тросне і впадає у Мож південніше с. Тимченки[18][17]
- Борова
- Толотий - яр у Зміївській міській громаді, бере початок на південному сході від села Костянтівка, тече переважно на південь і впадає у Мож у селі Артюхівка[19][3]
- Шкандилівка

## Населені пункти вздовж берегової смуги
Перекіп, Кузьмівка, Валки, Катричівка, Піски, Круглянка, Федорівка (Харківський район), Стара Водолага, Бахметівка, Павлівка, Рокитне, Утківка, Селекційне, Мерефа, Кукулівка, Кравцове, Тимчкнки, Миргороди, Соколове, Артюхівка, Водяхівка, Височинівка, Чемужівка, Зміїв.

## Галерея

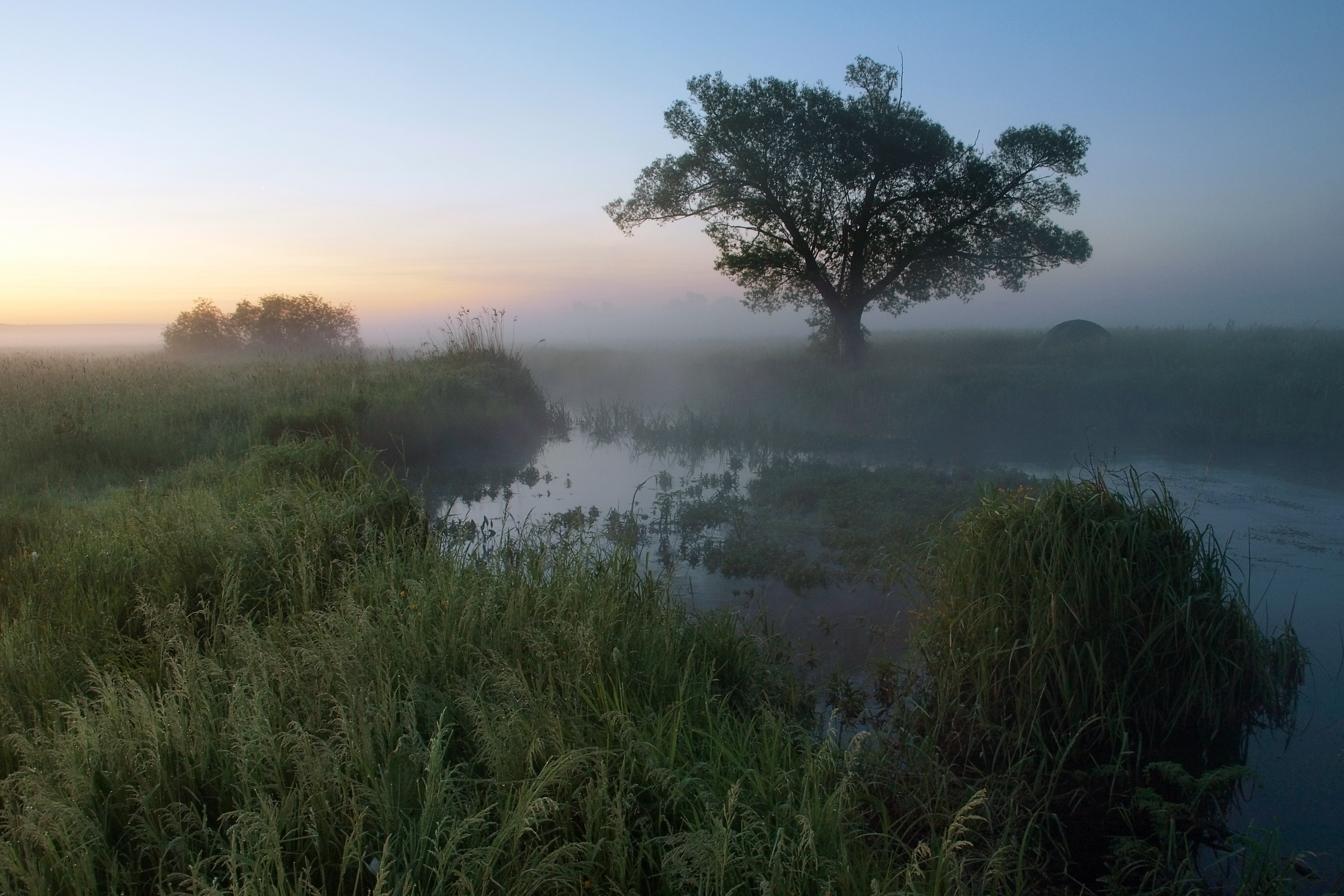
Річка Мжа біля Мерефи
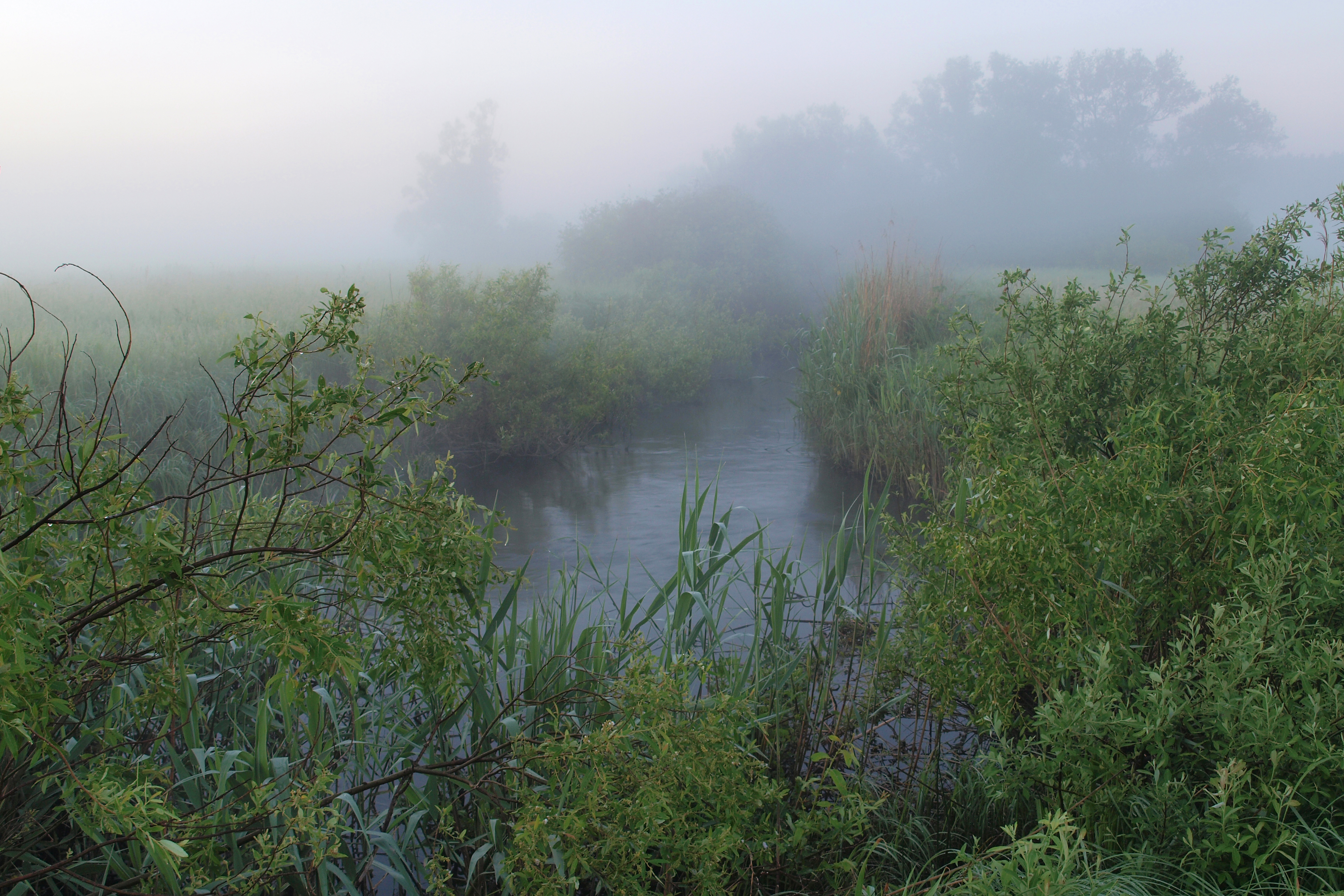
Мжа в тумані
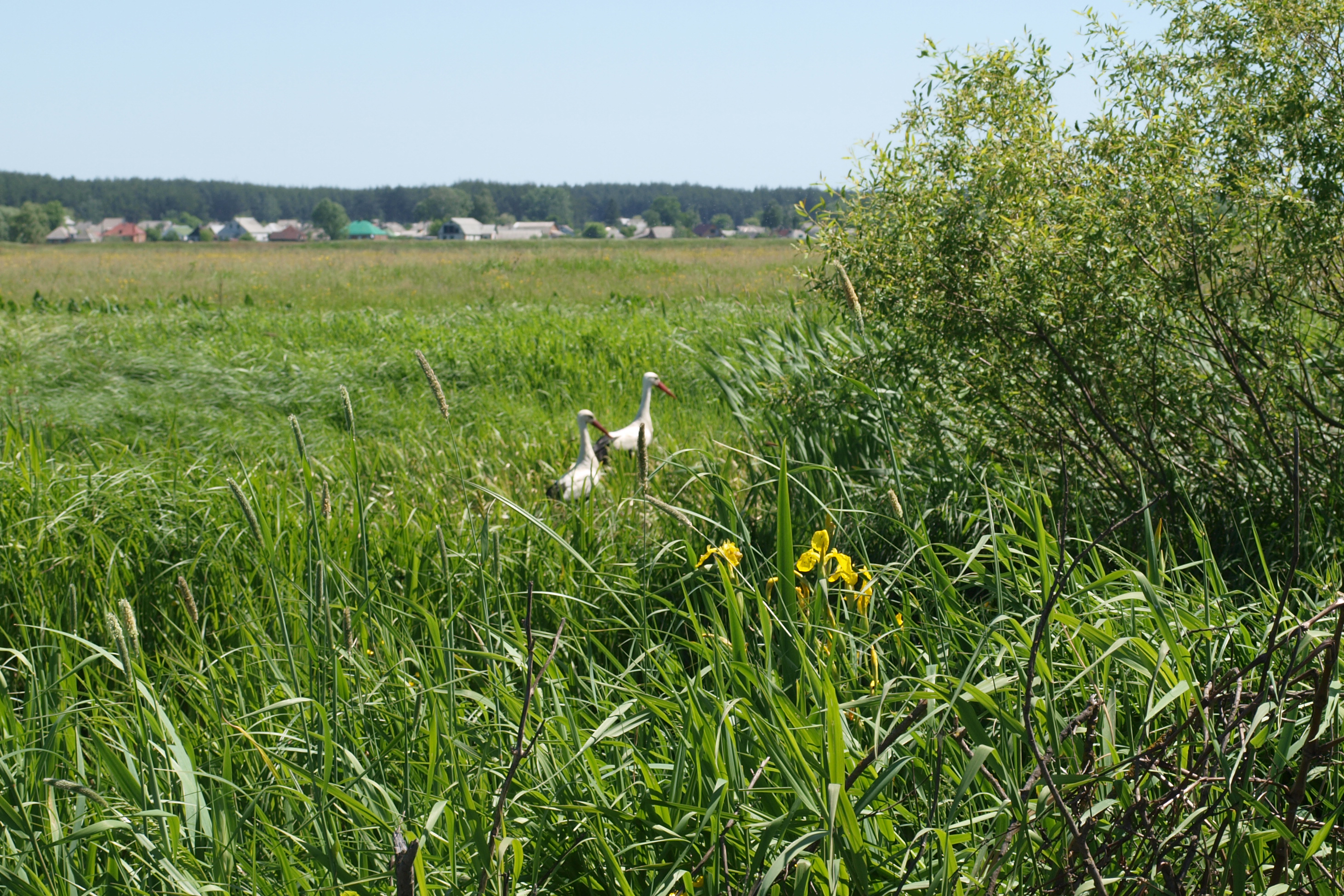
Лелеки біля річки
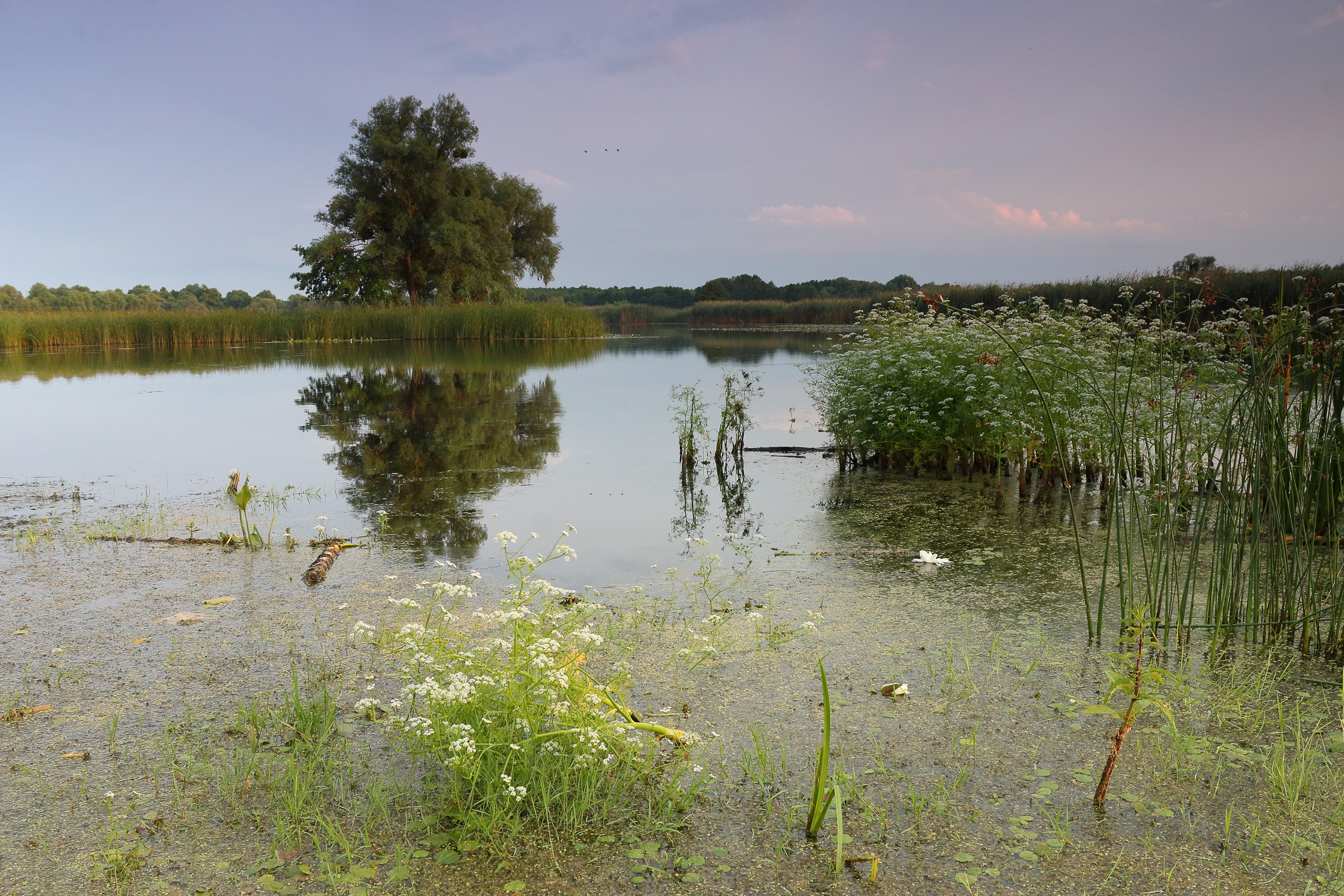
База відпочинку с. Тимченки